# Cha Min-ji
Cha Min-ji (en hangul, 차민지; nacida el 29 de abril de 1990) es una actriz surcoreana.

## Carrera
Además de actriz, Cha Min-ji es también modelo publicitaria. Debutó en cine con el cortometraje 앨리스를 위하여 (Para Alicia), que le valió el premio a la mejor actriz en el Festival de Cine Juvenil de Corea.
En 2017 recibió críticas favorables por su interpretación de Ma Eun-joo, una estudiante universitaria inmadura en Go Back Couple, de KBS2. Al año siguiente obtuvo el papel de una joven detective en la serie Priest.
En 2021 tuvo un papel destacado como una de las tres protagonistas (Hong Ah-young, la propietaria de un pub café) de la serie web de Kakao TV Not Yet Thirty, junto con Jung In-sun y Ahn Hee-yeon. En el mismo año fue In-young, la estilista de la protagonista Joo-in (Nana) en la serie Oh My Ladylord.
Hasta septiembre de 2018 su nombre artístico era Minji. Desde entonces lo abandonó por su nombre real Cha Min-ji. En octubre de ese año firmó un contrato con Mystic Actors, compañía en la que permaneció hasta que el 30 de mayo de 2023 la actriz pasó a la agencia Management S.

## Filmografía

### Cine
| Año  | Título                                         | Hangul                               | Papel                | Notas        | Ref.          |
| ---- | ---------------------------------------------- | ------------------------------------ | -------------------- | ------------ | ------------- |
| 2006 | Para Alicia                                    | 앨리스를 위하여                      |                      | Cortometraje | [ 1 ]         |
| 2008 | Forever the Moment                             | 우리 생애 최고의 순간                | Jang Bo-ram          |              | [ 10 ] [ 11 ] |
| 2014 | Welcome                                        | 왓니껴                               | Yeon-joo             |              | [ 12 ]        |
| 2014 | Zombie School                                  | 좀비스쿨                             | Jung-ja              |              |               |
| 2015 | The Cat Funeral                                | 고양이 장례식                        | Eun-kyung            |              |               |
| 2015 | Twenty                                         | 스물                                 | Chica veinteañera    |              |               |
| 2016 | Girls' Stories                                 | 그녀들의 사정                        | Shin Ji-eun          |              | [ 13 ]        |
| 2018 | Unalterable                                    | 얼굴없는 보스                        | Hermana de Young-jae |              |               |
| 2020 | Unalterable: The Untold Story - Director's Cut | 얼굴없는 보스 : 못다한 이야기 감독판 | Hermana de Young-jae |              |               |

### Series de televisión
| Año  | Título                           | Papel          | Canal     | Notas                     | Ref.          |
| ---- | -------------------------------- | -------------- | --------- | ------------------------- | ------------- |
| 2008 | Jungle Fish                      | Kang-sol       | KBS2      |                           |               |
| 2008 | The Great King, Sejong           | Dam-i          | KBS1-KBS2 |                           | [ 11 ]        |
| 2010 | The Secret Garden                | Kim Gi-rim     | KBS2      | Drama Special Season 1    |               |
| 2011 | The Princess' Man                | Yeo-ri         | KBS2      |                           | [ 8 ]         |
| 2012 | The Whereabouts of Noh Sukja     | Jang-mi        | KBS2      | Drama Special Season 3    |               |
| 2012 | Síndrome                         | Min-jee        | JTBC      |                           |               |
| 2012 | I Need a Fairy                   | Lee Ha-ni      | KBS2      |                           | [ 14 ]        |
| 2012 | Seoyoung, My Daughter            | Ha-young       | KBS2      |                           |               |
| 2013 | The Eldest                       | Eun-joo        | JTBC      |                           |               |
| 2015 | The Announcer Who Married a Poet | Go Min-jeong   | KBS2      | Marriage Story, ep. 4     | [ 15 ] [ 16 ] |
| 2016 | Still Loving You                 | Chae-won       |           |                           |               |
| 2017 | Queen of Mystery                 | Ko Joo-yeon    | KBS2      |                           | [ 8 ]         |
| 2017 | Go Back Couple                   | Ma Eun-ji      | KBS2      |                           | [ 4 ]         |
| 2018 | Fighter Choi Kang Soon           | Kwon Ji-young  | tvN       | Drama Stage Season 1      | [ 4 ] [ 17 ]  |
| 2018 | Voice                            | Go Ye-ji       | OCN       | Segunda temporada         |               |
| 2018 | Priest                           | Jang Kyung-ran | OCN       |                           | [ 5 ] [ 18 ]  |
| 2019 | Bad Love                         | Choi Eun-hye   | MBC       |                           | [ 19 ]        |
| 2020 | Born Again                       | Jay            | KBS2      |                           | [ 20 ] [ 21 ] |
| 2021 | Not Yet Thirty                   | Hong Ah-young  | Kakao TV  | Serie web                 | [ 22 ] [ 23 ] |
| 2021 | Oh My Ladylord                   | Choi In-young  | MBC       |                           | [ 7 ] [ 24 ]  |
| 2022 | Bravo, My Life                   | Baek Seung-joo | KBS1      | 120 episodios             | [ 25 ] [ 26 ] |
| 2023 | The Real Has Come!               | Jin Soo-ji     | KBS2      | Aparición especial, ep. 1 | [ 27 ] [ 28 ] |

## Vídeos musicales
| Año  | Título        | Artista     | Ref.  |
| ---- | ------------- | ----------- | ----- |
| 2018 | You are sleep | Son Tae-jin | [ 2 ] |

## Premios y nominaciones
| Año  | Premios                   | Categoría                                      | Papel          | Resultado | Ref.   |
| ---- | ------------------------- | ---------------------------------------------- | -------------- | --------- | ------ |
| 2006 | Korea Youth Film Festival | Mejor actriz                                   | Para Alicia    | Ganadora  | [ 3 ]  |
| 2022 | Premios KBS Drama         | Premio a la excelencia, actriz en serie diaria | Bravo, My Life | Nominada  | [ 29 ] |